# Бурислав
Бурислав или Бурислейф († 1008 г.) е името на митичен крал на вендите от скандинавските саги, управлявал Вендланд. Той е баща на Гунхилда, полулегендарна принцеса и датска кралица, предполагаема съпруга на Свен I Вилобради, а също на Гейра, която според сагите се омъжила за норвежкия крал Олаф I Трюгвасон.
Има три хипотези за идентичността на Бурислав:
1. действително е съществувал славянски княз с това име;
2. това е име, приписано от сагите на някой славянски княз;
3. той е сборна личност, комбинираща двама полски владетели – Мешко I и Болеслав I Храбри.